# Marche des Belts
 (novembre 2014).
Si vous disposez d'ouvrages ou d'articles de référence ou si vous connaissez des sites web de qualité traitant du thème abordé ici, merci de compléter l'article en donnant les références utiles à sa vérifiabilité et en les liant à la section « Notes et références ».
Première guerre du Nord
Batailles
- Żarnów
- Kłecko
- Sobota
- Varsovie
- Riga
- Prostki
- Chojnice
- Marche des Belts
- Öresund
- Copenhague
- Nyborg
- Kolding

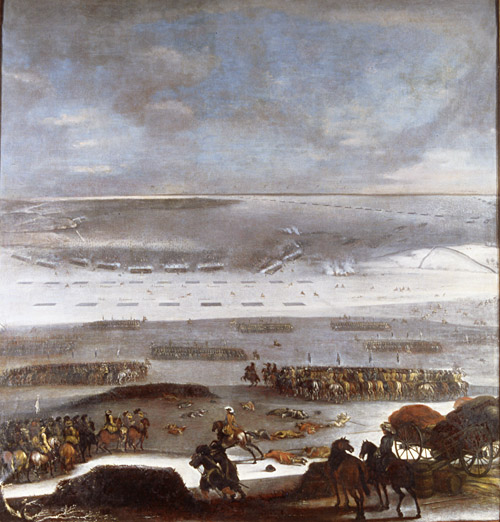
Les troupes suédoises traversent la glace en direction du Seeland, 1658 : peinture de Johan Philip Lemke (1631–1711)

La Marche des Belts (en suédois : Tåget över Bält) est une campagne militaire de la Première guerre du Nord prenant place entre le 30 janvier et le 8 février 1658 durant laquelle le roi de Suède Charles X Gustave commande, à partir du Jutland, l'armée suédoise à travers les glaces du Petit Belt, jusqu'à l'île de Fionie, et du Grand Belt pour atteindre l'île de Seeland. La traversée, risquée mais couronnée de succès, est un coup fatal pour le Danemark et débouche sur le traité de Roskilde quelques jours plus tard qui voit la Suède acquérir toute la partie orientale du royaume danois ainsi que le Trondheim et le Bohuslän norvégiens.

## Contexte
Depuis le début de la Première guerre du Nord en 1655, le roi de Suède Charles X Gustave se trouve embourbé dans sa guerre contre la Pologne, incapable de mettre définitivement fin aux hostilités malgré la prise de Varsovie. Le roi du Danemark Frédéric III lui offre une possibilité de sortie lorsque celui-ci se décide à déclarer la guerre à la Suède en 1657 pour récupérer les territoires perdus en 1645. L'armée suédoise a alors la possibilité de quitter la Pologne sans donner l'impression d'une déroute. À partir de là, elle marche jusqu'aux parties occidentale et centrale du Danemark, sans passer par la Suède afin d'éviter d'avoir à combattre en Scanie danoise. Des marches forcées de plusieurs dizaines de kilomètres par jour amènent 6 000 soldats suédois au Jutland. Malgré leur faible nombre, les soldats Suédois sont alors une des armées les mieux entraînées et équipées d'Europe. La résistance danoise est rapidement balayée, celle-ci évitant de s'engager en combat direct avec les « invincibles » Suédois.
Le 25 août 1657, l'armée suédoise arrive aux portes de la jeune forteresse danoise de Fredericia, sur la côte est du Jutland. La forteresse abrite alors un effectif de 8 000 hommes. Le général Carl Gustaf Wrangel assiège la forteresse deux mois durant et finit par lancer l'assaut durant la nuit du 24 octobre. 6 000 Danois sont capturés et les Suédois essuient de maigres pertes. De plus l'armée suédoise a à présent à sa disposition tout le ravitaillement de l'armée du Jutland.
Avec la totalité du Jutland sous contrôle suédois, Charles X débute les préparatifs pour une attaque contre les îles danoises. Cependant, durant le mois de décembre, la météo change brutalement et l'hiver devient rapidement l'un des plus froids jamais connus. L'eau de mer entre les îles finit par geler, rendant impossible un assaut par voie maritime. L'ingénieur Erik Dahlberg est alors envoyé par le roi pour s'assurer que la glace puisse supporter le poids de la cavalerie et de l'artillerie suédoise. Dahlberg confirme alors la faisabilité d'une traversée par la glace.

## Traversée

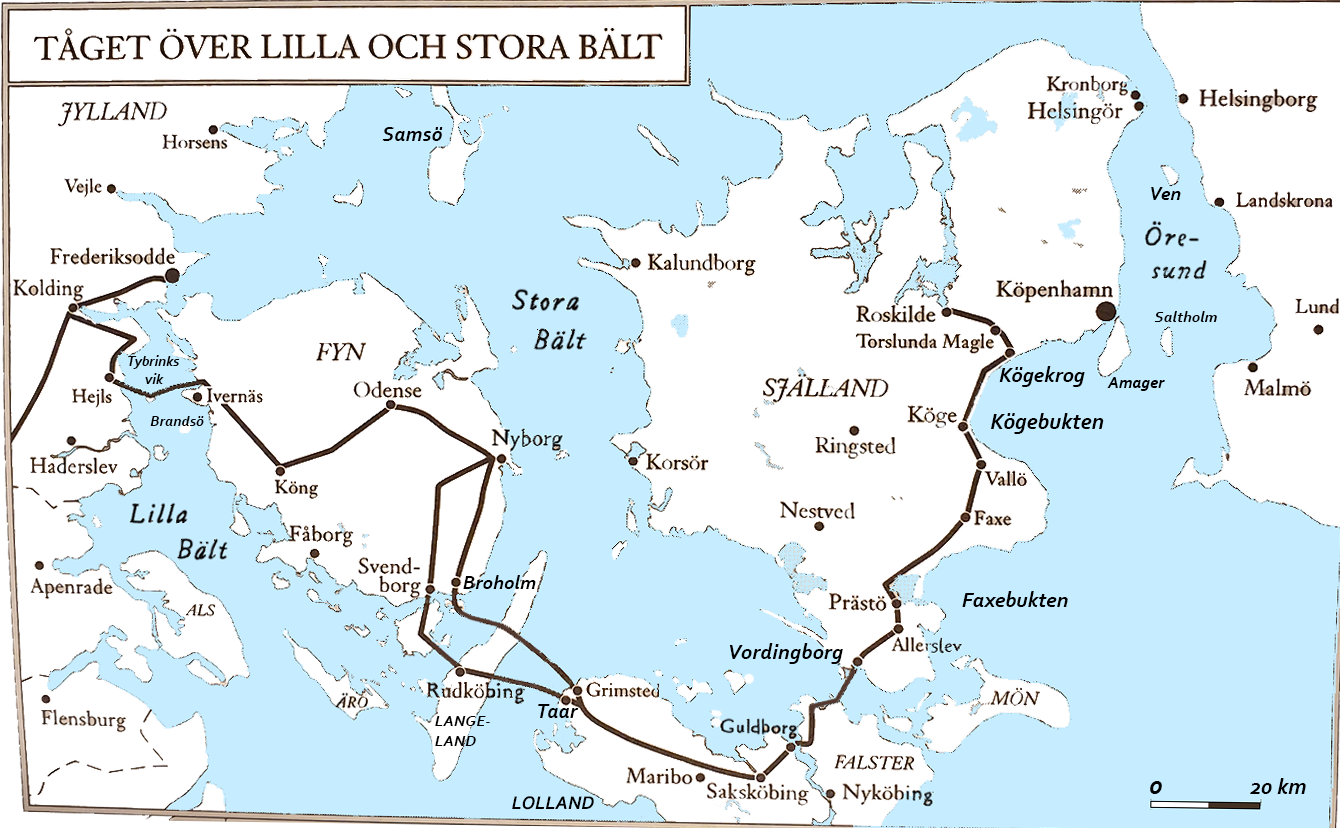
Plan de campagne de la traversée du Petit (à gauche) et du Grand Belt (au centre).

Tôt le matin du 30 janvier 1658, l'armée est rassemblée pour la traversée du Petit Belt avec pour objectif l'île de Fionie. L'armée consiste en 9 000 cavaliers et 3 000 fantassins. Sous le poids des soldats, la glace se déforme, l'eau leur arrivant parfois jusqu'aux genoux. À proximité des côtes de Fionie, une escarmouche éclate avec 3 000 défenseurs danois, mais celle-ci est brève et l'armée atteint la Fionie sans encombre.
Sont alors examinés les chemins les plus sûrs à travers la glace couvrant le Grand Belt afin d'atteindre l'île de Seeland. Erik Dahlberg est à nouveau en charge et conseille de prendre la route la plus longue via Langeland et le Lolland plutôt que le chemin le plus direct. La nuit du 5 février, le roi s'en va à travers la glace accompagné par sa cavalerie et atteint le Lolland plus tard dans la journée. L'infanterie et l’artillerie arrivent également le jour suivant. Ainsi, le 8 février, les Suédois atteignent le Seeland et, le 15 février, à marches forcées, atteignent les environs de Copenhague. Les Danois, certains que les Suédois ne débuteraient leur offensive qu'au printemps au plus tôt, paniquent et se rendent. Les négociations démarrent alors et, le 26 février, le traité de Roskilde est signé par les deux partis.

## Conséquences
La marche des Belts représente à l'époque un pari extrêmement risqué pour le roi Charles X, qui porte finalement ses fruits de manière considérable. La nouvelle de la victoire se diffuse rapidement en Europe et attire l'admiration. Pour le Danemark, les conséquences du traité de Roskilde, qui clôt la guerre entre les deux États, sont catastrophiques : toute la partie orientale du royaume (Skåneland) est cédée à la Suède tandis que la partie norvégienne du royaume est amputée du Trondheim et du Bohuslän, l'existence même du Danemark en tant qu'État indépendant se trouve alors fortement compromise.
Non satisfait des termes du traité et voyant une occasion de défaire définitivement son rival danois, Charles X décide finalement de reprendre l'offensive dès l'été 1658.